# Svratka (città)
Svratka (in tedesco Swratka) è una città della Repubblica Ceca facente parte del distretto di Žďár nad Sázavou, nella regione di Vysočina.